# هال جاكسون
هال جاكسون (بالإنجليزية: Hal Jackson)‏ هو صحفي ودي جيه أمريكي، ولد في 3 نوفمبر 1915 في تشارلستون في الولايات المتحدة، وتوفي في 23 مايو 2012 في نيويورك في الولايات المتحدة.

## وصلات خارجية
- هال جاكسون على موقع IMDb (الإنجليزية)
- هال جاكسون على موقع ميوزك برينز (الإنجليزية)